# Роу, Брэд
Брэд Роу (англ. Brad Rowe, при рождении Брэдли Томас Роу, англ. Bradley Thomas Rowe, род. 15 мая 1970, Милуоки, Висконсин) — американский кино- и телеактёр.

## Биография
Начальные годы учёбы в Колледже провел в испанской Севилье, играл в блюз-группе. Окончил Университет Висконсина со степенью в области экономики.
До переезда в Лос-Анджелес работал финансовым менеджером для политических кампаний в Вашингтоне, позже занялся актёрской игрой и написанием сценариев.
После переезда в Лос-Анджелес, в середине 1990-х продолжил актёрскую карьеру, работал в отделе доставки в United Talent Agency. В 2000 году получил премию «Western Heritage Awards» в категории «Television Feature Film» за фильм «Чистилище».
Добровольно на еженедельных занятиях помогает бездомным и малоимущим найти работу.
Жена — Лиза Фиори, сын — Хоппер.

## Избранная фильмография
| Год       |    | Русское название            | Оригинальное название              | Роль                   |
| --------- | -- | --------------------------- | ---------------------------------- | ---------------------- |
| 1998      | ф  | Голливудский поцелуй Билли  | Billy’s Hollywood Screen Kiss      | Габриэль               |
| 1999      | с  |                             | Wasteland                          | Тайлер Суинделл        |
| 1999      | ф  | Чистилище                   | Purgatory                          | Лео Диллард            |
| 1999      | ф  | Обнажённые тела             | Body Shots                         | Шон Дениган            |
| 2001      | с  | За гранью возможного        | The Outer Limits                   | Дэниэл                 |
| 2003—2006 | с  | Миссия ясновидения          | 1-800-missing                      | агент Джек Бёрджис     |
| 2006      | ф  | Ненасытная                  | The Insatiable                     | Ронни Кляйн            |
| 2006      | тф | Исчезновение                | Vanished                           | Джейк                  |
| 2007      | ф  | Убежище                     | Shelter                            | Шон                    |
| 2007      | ф  | Сокровище нации: Книга тайн | National Treasure: Book of Secrets | агент Хоппер           |
| 2007      | с  | Как я встретил вашу маму    | How I Met Your Mother              | Джордж                 |
| 2010      | с  | Главный госпиталь           | General Hospital                   | Мёрфи Синклер          |
| 2013—2014 | с  | Восприятие                  | Perception                         | агент ФБР Бобби Далтон |